# Cronache mediorientali
Cronache mediorientali. Il grande inviato di guerra inglese racconta cent'anni di invasioni, tragedie e tradimenti è un libro del pluri-premiato giornalista inglese Robert Fisk.
Pubblicato per la prima volta nel 2005, il libro è una raccolta di articoli che Fisk ha scritto durante i suoi anni come corrispondente in Medio Oriente per il Times e l'Independent. I principali temi attorno a cui ruota il libro riguardano la storia recente del Medio Oriente, come il Conflitto Israelo-Palestinese, l'Invasione sovietica dell'Afghanistan, la prima e la seconda guerra del Golfo, la Guerra Iran-Iraq, il Genocidio armeno o la Guerra civile in Algeria. Cronache mediorientali è il secondo libro di Fisk sul Medio Oriente, dopo Il martirio di una nazione. Il Libano in guerra (Pity the Nation) pubblicato per la prima volta nel 1990 sulla Guerra civile in Libano.

## Temi trattati
1. "Uno dei nostri fratelli ha fatto un sogno..." riguarda la prima intervista di Fisk fatta nel 1996 al leader di al-Qaeda, Osama bin Laden, sulle montagne dell'Afghanistan. Il titolo del capitolo riprende una frase di bin Laden, che racconta di come uno dei suoi compagni avesse sognato Fisk a cavallo con barba e tunica, e di come ciò significasse che Fisk era un "vero musulmano".
2. Sparano ai Russi e il successivo
3. I cori di Kandahar raccontano dell'Invasione sovietica dell'Afghanistan del 1980, dei problemi dell'Unione Sovietica nel combattere i mujaheddin afgani e del rigurgito del fondamentalismo islamico nel paese in seguito all'invasione sovietica.
4. I tessitori di tappeti ripercorre un pezzo di storia dell'Iran, a partire dalla deposizione, da parte degli Stati Uniti e della Gran Bretagna, del primo ministro iraniano Mohammad Mossadeq, agli eventi che hanno poi portato alla rivoluzione iraniana del 1979 che depose Mohammad Reza Pahlavi.
5. Sul sentiero di guerra e i successivi
6. La guerra lampo,
7. La guerra contro la guerra e il treno veloce per il paradiso e
8. Il calice amaro trattano dellIraq di Saddam Hussein, della guerra degli anni 80 con l'Iran, dell'uso iracheno di armi chimiche contro gli attacchi frontali iraniani, del ruolo degli Stati Uniti e dell'occidente durante il conflitto.
9. Condannato a morte è il racconto di Fisk di suo padre e del suo rifiuto di prendere parte al plotone d'esecuzione durante il suo servizio nell'esercito britannico nella prima guerra mondiale.
10. Il primo Olocausto è dedicato al genocidio degli Armeni, ad interviste a sopravvissuti residenti in Libano e in Armenia, al rifiuto turco di riconoscere tale genocidio, alle posizioni di Gran Bretagna e Israele sulla questione.
11. Conquantamila miglia dalla Palestina e i successivi
12. L'ultima guerra coloniale e
13. La ragazza, il bambino, l'amore trattano del conflitto arabo-israeliano dal 1980 in poi. I temi toccati riguardano le vittime civili su entrambi i fronti, gli attacchi suicidi e l'approccio militare del governo israeliano sulla questione del popolo palestinese. Inoltre viene affrontata la copertura mediatica del conflitto, con i termini usati per definire entrambi gli schieramenti, in particolare la parola "terrorista".
14. Tutto pur di spazzare via un demonio... è sulla Guerra d'Algeria e sull'utilizzo della tortura e del terrorismo da parte sia dei militari francesi, sia dai combattenti algerini nel periodo 1954-1962. A seguito della ritirata dei Francesi e dell'indipendenza algerina, il capitolo tratta delle lotte interne di potere tra le fazioni laica e islamica, fino alla Guerra civile in Algeria iniziata nel 1991.
15. Il pianeta maledetto dà una testimonianza della Guerra del Golfo. In quel periodo Fisk era dislocato nel deserto con le forze alleate e riporta della ritirata degli Iracheni dal Kuwait e dei bombardamenti in Iraq.
16. Tradimento racconta della repressione da parte del governo iracheno della rivolta in seguito alla Guerra del Golfo, con attacchi e persecuzioni dei ribelli e dei Curdi nel nord del paese.
17. La peste tratta degli insoliti malesseri che hanno colpito la popolazione irachena dopo la Guerra.
18. Perché? cerca una spiegazione all'odio maturato negli ambienti arabi verso l'Occidente che ha portato agli attacchi dell’11 settembre. Per il Fisk giornalista la tragedia è stata del tutto intempestiva, nel senso che ha rimandato indefinitamente i suoi articoli sui massacri di Sabra e Shatila dalle pagine dell'Independent.
19. Il dado è tratto descrive le mosse diplomatiche e mediatiche che si sono concluse nell'Operazione Iraqi Freedom, Crisi di Suez.
20. L'annientamento, l'antrace e Agamennone racconta dettagli sulla conquista dell'Iraq e di Baghdad.
21. Nel deserto racconta delle difficoltà incontrate dall'Autorità Provvisoria di Coalizione in Iraq, la prigione di Abu Ghraib,la morte di Abu Abbas,il saccheggio, e dell'assassinio del primo ministro libanese Rafiq Hariri.

Il libro si conclude come è iniziato, nel paesino di Louvencourt, sul fiume Somme, dove ha combattuto il padre di Robert Fisk. Questo non rappresenta solo un omaggio a Bill Fisk, ma anche un sottolineare uno dei leitmotiv degli articoli di Fisk, e cioè che la situazione instabile del Medio Oriente è una conseguenza degli accordi politici presi alla fine della prima guerra mondiale.
Il libro termina con una cronologia del Medio Oriente a partire dalla nascita del Profeta Maometto e fino al 2005, anno della pubblicazione del libro in Gran Bretagna.

## Edizioni italiane
Il libro è stato pubblicato in Italia nelle seguenti edizioni:
- Robert Fisk, Cronache mediorientali, traduzione di Enrico Basaglia,Alessandra Costa,Antonietta Torchiana,Bruna Tortorella, 1ª ed., Il saggiatore, collana Nuovi Saggi, 1180 pagine, copertina rigida, 9 novembre 2006, ISBN 8842811696.
- Robert Fisk, Cronache mediorientali, 2ª ed., Il saggiatore, collana Saggi tascabili, 1180 pagine, copertina flessibile, 27 agosto 2009, ISBN 8856500493.